# Пергач
Перга́ч (Eptesicus) — рід ссавців (Mammalia) з ряду рукокрилих (Chiroptera, seu Vespertilioniformes) родини лиликових (Vespertilionidae).

## Етимологія
Слово пергач походить від ранішої форми пиргач (перехід и > е пов'язаний зі збігом звуків [ɛ] й [ɪ] у ненаголошеному положенні). У слові пиргач виділяють компоненти пир- (входить також до складу назви нетопир) і -гач (від гачі — «штани»). Аналогічним чином утворені пол. gacek, gacopierz (останнє буквально значить «летючий у штанях»). Малопереконлива версія запозичення українських назв з польської мови.
Латинська назва Eptesicus утворена від дав.-гр. ἔπτην («літати»; форма аориста від πέτομαι) і οἶκος («дім»), що пов'язане із спостереженою звичкою літати біля будинку.

## Таксономія
У довідковій літературі цей рід нерідко позначають як «лилик» (спільна назва з Vespertilio, а інколи й з іншими Vespertilionidae), «кажан» (це загальна назва для підряду Microchiroptera), або «кожан» (запозичення з російської).
У світовій фауні відомо 26 видів цього роду, у фауні України рід представлений трьома видами:
- Пергач північний (Eptesicus nilssonii),
- Пергач пізній (Eptesicus serotinus),
- Пергач донецький (Eptesicus lobatus).

## Біологія
Ці кажани є одними з найзвичайніших в урболандшафті й часто оселяються в будівлях людей. Більшість випадків виявлення кажанів в оселях людей також пов'язані саме з цією групою кажанів. Їх нерідко виявляють в відлиги на вулицях міст, часто безсилими. В Україні накопичено великий досвід утримання і реабілітації цих кажанів, зокрема, завдяки діяльності Центру реабілітації кажанів при Київському зоопарку (на жаль, 2009 року центр фактично припинив своє існування у зв'язку зі скороченням наукового підрозділу за наказом директора зоопарку).
Живляться пергачі різноманітними летючими комахами з сутінковою і нічною активністю. Оселяються звичайно поодиноко (насамперед самці) або невеликими групами (взимку або в материнських колоніях).
З пергачами асоціюють більшість випадків виявлення вірусу сказу європейських кажанів генотипу «EBLV-1» (European Bat Lissavirus 1), вірулентність якого значно нижча у порівнянні з класичним «лисячим» генотипом RABV.

## Види й ареали
1. Eptesicus anatolicus — Грецькі острови, Туреччина, Сирія, Ліван, Ірак, Іран
2. Eptesicus andinus — Колумбія, Еквадор, Перу та Венесуела
3. Eptesicus bottae — Близький Схід
4. Eptesicus brasiliensis — від Мексики до Парагваю
5. Eptesicus chiriquinus — розсіяно від пд. Коста-Рики до пн. Аргентини
6. Eptesicus diminutus — відкриті площі Аргентини, Бразилії, Парагваю, Уругваю, Венесуели
7. Eptesicus floweri — Судан, Малі
8. Eptesicus furinalis — від Мексики до Аргентини
9. Eptesicus fuscus — від пд. Канади до Колумбії та Венесуели
10. Eptesicus gobiensis — центральна Азія
11. Eptesicus hottentotus — південна частина Африки
12. Eptesicus innoxius — Еквадор, Перу
13. Eptesicus isabellinus — Алжир, Гібралтар, Лівія, Марокко, Португалія, Іспанія, Туніс
14. Eptesicus japonensis — ендемік Японії
15. Eptesicus langeri — Болівія
16. Eptesicus nilssonii — від Франції й Норвегії до Японії
17. Eptesicus ognevi — зх. й цн. Азія
18. Eptesicus orinocensis — Колумбія, Венесуела, Гаяна?
19. Eptesicus pachyomus — пд.-зх., цн.-сх. і сх. Азія
20. Eptesicus pachyotis — Бангладеш, Китай, Індія, М'янма, Таїланд
21. Eptesicus platyops — Нігерія
22. Eptesicus serotinus — Від Португалії до Монголії й Гімалаїв
23. Eptesicus taddeii — Бразилія
24. Eptesicus tatei — Індія (Дарджилінг)
25. Eptesicus ulapesensis — Аргентина